# Aristèids
Els aristèids (Aristeidae) són una família de crustacis decàpodes del subordre dels dendrobranquiats. Com els penèids, són crustacis molt apreciats en la cuina i les gambes més conegudes formen part d'aquesta família.
En general solen viure a gran profunditat, fins i tot en la zona abissal. Formen grans concentracions d'individus que afegit al seu interès gastronòmic fa que tinguin un atractiu comercial especial. La gamba rosada (Aristeus antennatus) és una de les espècies més apreciades.
Tenen un color vermell fosc, i no viuen més de dos anys. Les femelles són més grosses que els mascles.

## Sistemàtica
La família Aristeidae compren 9 gèneres:
- Aristaeomorpha Wood-Mason, 1891
- Aristaeopsis Wood-Mason, 1891
- Aristeus Duvernoy, 1840
- Austropenaeus Pérez Farfante et Kensley, 1997
- Hemipenaeus Bate, 1881
- Hepomadus Bate, 1881
- Parahepomadus Crosnier, 1978
- Plesiopenaeus Bate, 1881
- Pseudaristeus Crosnier, 1978